# Abderrazak Rassaa
Abderrazak Rassaa (arab. عبد الرزاق  الرصاع ; ur. 4 stycznia 1930 w Tunisie, zm. 7 stycznia 2020) – tunezyjski polityk, minister.

## Działalność polityczna
Był politykiem i od 24 października 1968 do 8 września 1969 był ministrem przemysłu, a następnie do 29 października 1971 ministrem finansów.